# Peel (Nuevo Brunswick)
Peel es una parroquia canadiense situada en la provincia de Nuevo Brunswick.

## Superficie
Peel tiene una superficie de 112,74 km².

## Demografía
En 2021, tenía 1198 habitantes, una densidad poblacional de 10,6 hab./km², y 508 viviendas.